# Kraftwerk Scholven
Das Kraftwerk Scholven ist ein Kraftwerk der Uniper Kraftwerke GmbH im Stadtteil Scholven der Stadt Gelsenkirchen.
Es besitzt heute noch eine installierte elektrische Leistung von 830 MW. Neben Strom produziert der Standort Fernwärme und Dampf für Industrie und Haushalte. Die bereitgestellte elektrische Energie wird in benachbarte Betriebe sowie ins Netz von Amprion eingespeist.
Im Vollbetrieb war das Kraftwerk mit einer Gesamtleistung von 3.406 MW neben dem Kraftwerk Boxberg das leistungsstärkste deutsche Kraftwerk und galt als eines der leistungsstärksten Steinkohlekraftwerke Europas. Es bestand aus 5 Steinkohleblöcken, einem Steinkohlebefeuerten Fernwärmekraftwerk sowie zwei mit schwerem Heizöl befeuerten Kraftwerksblöcken. Die beiden ölbefeuerten Blöcke wurden 2001 und 2003 stillgelegt und sind mittlerweile zurückgebaut. Drei Steinkohleblöcke (D, E und F) wurden 2014 stillgelegt.
Die verbliebenen Blöcke B, C, Fernwärmekraftwerk und Dampfwerk emittierten 2022 3,1 Millionen Tonnen CO2.
2023 wurde das Fernwärmekraftwerk stillgelegt.
Die Stilllegung von Scholven B wurde am 20. Mai 2022 von der Bundesnetzagentur für den 30. November 2024 angeordnet, was im Widerspruch zur Feststellung der Systemrelevanz steht. Die Blöcke B und C wurden auf Antrag des Übertragungsnetzbetreibers Amprion GmbH bis 31. März 2031 als systemrelevant ausgewiesen. Als Folge daraus darf der Betreiber das Kraftwerk nicht mehr kommerziell einsetzen. Ein Einsatz erfolgt nur auf Anweisung des Übertragungsnetzbetreibers wenn dies für einen stabilen Netzbetrieb notwendig ist. Die Anzahl der Betriebsstunden wird daher wesentlich geringer sein als zu Zeiten des kommerziellen Betriebs.
Zukünftig soll das Kraftwerk von Kohle auf Erdgas umgestellt werden, wobei als erstes ein in Kraft-Wärme-Kopplung betriebener GuD-Kraftwerksblock gebaut und 2024 in Betrieb genommen wurde. Diese GuD-Anlage mit der Bezeichnung Scholven 1 hat eine Kapazität von 140 MWel und 3× 100 t/h Frischdampf. Es können bis zu 170 MWth Fernwärme ausgekoppelt werden. Sie besteht aus zwei Gasturbinen mit Abhitzedampfkessel, einer Dampfturbine.

## Kraftwerkssilhouette
Die 302 Meter hohen Schornsteine, die zu den höchsten in Deutschland gehören, bilden zusammen mit den fünf noch existierenden Kühltürmen eine beeindruckende Industriekulisse. Daher wurde das Kraftwerksgelände und die benachbarte Halde Oberscholven Schauplatz im Tatort Die Kugel im Leib von 1979.
Früher verfügte das Kraftwerk über insgesamt fünf Schornsteine, davon war einer baugleich zum südlichen Schornstein; ein weiterer, von geringerer Höhe als die noch existierenden drei, war allein dem Block F zugeordnet. Diese wurden 1992/93 aufgrund der Umstrukturierung der Rauchgasentschwefelungsanlagen zurückgebaut und die Turmstümpfe, die auf aktuellen Luftbildern noch erkennbar sind, umgenutzt.
Die zwei nördlich stehenden Kühltürme wurden am 10. August 2008 gesprengt, da sie nach der Außerdienststellung der ölgefeuerten Blöcke G und H nicht weiter genutzt werden konnten.
Das 67 m hohe und 43 m breite Kesselhaus im Block G wurde am 17. Januar 2010 gesprengt. Damit ist der Rückbau der Blöcke G und H weitgehend abgeschlossen.
Eine Besonderheit ist, dass der nördlichere der beiden Schornsteine auch als Hochspannungsmast dient.

## Geschichte
Hervorgegangen ist das Kraftwerk aus einem Betrieb zur Deckung des Eigenbedarfes an Strom und Dampf der Zeche Scholven. 
Daraus entwickelte sich ein leistungsstarkes Großkraftwerk, das ab 1936 die Zeche, die Kokerei und das neu errichtete Hydrierwerk Scholven mit Strom und Dampf versorgte. Zu dieser Zeit hatte das Werk eine Leistung von 1,9 Millionen Kilowattstunden (kWh), wovon auch ein Teil in das öffentliche Stromnetz eingespeist werden konnte. Mit 150 Metern war der Schornstein damals der höchste in Europa.
Nach Kriegszerstörungen und Wiederaufbau gingen zwischen 1968 und 1971 die nahezu baugleichen Steinkohlekraftwerk-Blöcke B–E in Betrieb. 1974 und 1975 folgten die baugleichen Ölkraftwerk-Blöcke G und H (50 % Anteil RWE Power), 1979 der Block F und Ende 1985 das Fernwärmekraftwerk Buer (FWK). Der Block G wurde im Sommer 2001, der Block H im Sommer 2003 endgültig stillgelegt. Der Rückbau der beiden Blöcke hatte Ende 2007 begonnen. Die Sprengung der beiden Kühltürme fand am 10. August 2008 um 12:17 Uhr statt.
Die Blöcke D bis F wurden Ende Dezember 2014 stillgelegt; die verbliebenen drei Blöcke B, C und FWK sollten ursprünglich Ende 2022 vom Netz gehen. Das FWK ist mittlerweile stillgelegt, die Blöcke B und C sind bis 31. März 2031 als systemrelevant eingestuft und dürfen daher nicht stillgelegt werden, sondern müssen für den Übertragungsnetzbetreiber zur Verfügung gehalten werden.
Das Fernwärmekraftwerk Buer (FWK) mit einer elektrischen Leistung von 70 Megawatt wurde am 30. März 2023 auf Grundlage des Kohleverstromungsbeendigungsgesetzes abgeschaltet.
Am 6. April 2024 blockierten 100 Menschen in einer Aktion von Ende Gelände die Zufahrten zum Kraftwerk. Sie protestierten damit gegen die Kohleverstromung und den Import von Steinkohle, insbesondere aus Kolumbien. Die Polizei löste die Blockade bis zum Abend auf.

## Neues Gaskraftwerk
Auf dem Gelände hat Uniper ein neues Gas-und-Dampf-Kombikraftwerks mit zwei Gasturbinen und einem Dampfkessel errichtet und in Betrieb genommen. Jede Siemens Energy SGT-800 Gasturbine hat eine elektrische Leistung von bis zu 62 Megawatt. Der Genehmigungsbescheid nach Bundes-Immissionsschutzgesetz wurde von der Bezirksregierung Münster im Jahr 2021 erteilt. Der Baubeginn erfolgte im Februar 2020.

## Technische Daten
| Block | Brennstoff | Leistung (netto) | Inbetriebnahme | Stilllegung | Systemrelevant | Stilllegung angeordnet |
| ----- | ---------- | ---------------- | -------------- | ----------- | -------------- | ---------------------- |
| 1     | Erdgas     | 140 MWel         | 2024           |             |                |                        |
| B     | Steinkohle | 345 MWel         | 1968           |             | 31.03.2031     | 30.11.2024             |
| C     | Steinkohle | 345 MWel         | 1969           |             | 31.03.2031     |                        |
| D     | Steinkohle | 345 MWel         | 1970           | 2014        |                |                        |
| E     | Steinkohle | 345 MWel         | 1971           | 2014        |                |                        |
| F     | Steinkohle | 676 MWel         | 1979           | 2014        |                |                        |
| FWK   | Steinkohle | 70 MWel          | 1985           | 30.03.2023  |                |                        |
| G     | Heizöl     | 640 MWel         | 1974           | 2001        |                |                        |
| H     | Heizöl     | 640 MWel         | 1975           | 2003        |                |                        |

## Netzanschluss
Der Anschluss ans Übertragungsnetz von Amprion erfolgt bei den Blöcken B–E auf der 220-kV-Höchstspannungsebene, wobei der Kamin Scholven B als Träger der vom Block D abgehenden Leitung dient und beim Block F auf der 380-kV-Ebene.
Übersicht über die vom Kraftwerk Scholven abgehenden Hochspannungsleitungen, erstellt mit Daten von Openstreetmap
| Startpunkt                  | Spannung | Leitertyp            | Endpunkt       | Bemerkungen |
| --------------------------- | -------- | -------------------- | -------------- | --- |
| Kraftwerk Scholven, Block B | 380 kV   | Viererbündel         | Kusenhorst     | gemeinsame Verlegung mit Leitung von D und E bis Polsum, ab Polsum gemeinsame Verlegung mit Leitung von Block F       |
| Kraftwerk Scholven, Block C | 220 kV   | Zweierbündel         | Bellendorf     | durchgängig eigene Trasse                                                                                             |
| Kraftwerk Scholven, Block D | 220 kV   | Vierer-/Zweierbündel | Kusenhorst     | Nutzung des Kamins für die Blöcke B,C,D und E als Abspannmst, gemeinsame Verlegung mit Leitung von B und E bis Polsum |
| Kraftwerk Scholven, Block E | 220 kV   | Zweierbündel         | Bergmannsglück | gemeinsame Verlegung mit Leitung von B und D bis Polsum                                                               |
| Kraftwerk Scholven, Block F | 380 kV   | Viererbündel         | Kusenhorst     | eigene Trasse mit ungenutzten Stromkreis bis Polsum, ab Polsum gemeinsame Verlegung mit Leitung von Block B           |

## Emission von Schadstoffen und Treibhausgasen
Kritiker bemängeln am Kraftwerk Scholven die hohen Emissionen an Stickstoffoxiden, Schwefeloxiden, Quecksilber und Feinstaub, an dem Krebs erzeugende Substanzen (Blei, Cadmium, Nickel, PAK, Dioxine und Furane) haften können. Eine von Greenpeace bei der Universität Stuttgart in Auftrag gegebene Studie kommt 2013 zu dem Ergebnis, dass die 2010 vom Kraftwerk Scholven ausgestoßenen Feinstäube und die aus Schwefeldioxid-, Stickoxid- und NMVOC-Emissionen gebildeten sekundären Feinstäube statistisch zu 1.378 verlorenen Lebensjahren führen. Auf der Liste der „gesundheitsschädlichsten Kohlekraftwerke Deutschlands“ rangierte das Kraftwerk Scholven daher auf Platz 8.
Außerdem stehen angesichts des Klimawandels die CO2-Emissionen des Kraftwerkes in der Kritik von Umweltverbänden.
Die Europäische Umweltagentur hat 2011 die Kosten der Umwelt- und Gesundheitsschäden der 28.000 größten Industrieanlagen in Europa anhand der im PRTR gemeldeten Emissionsdaten mit den wissenschaftlichen Methoden der Europäischen Kommission abgeschätzt. Danach liegt das Kraftwerk Scholven auf Rang 56 der Schadenskosten aller europäischen Industrieanlagen.
| Verursacher          | Schadenskosten | Einheit         | Anteil    |
| -------------------- | -------------- | --------------- | --------- |
| Kraftwerk Scholven   | 272–411        | Millionen Euro  | 0,3–0,4 % |
| Summe 28.000 Anlagen | 102–169        | Milliarden Euro | 100 %     |

Seitdem sind die Emissionen durch geringeren Einsatz und Stilllegungen stark gesunken. So war 2022 der Kohkendioxidaustoss nur noch ca. ein Viertel so hoch wie 2007.
Das Kraftwerk Scholven meldete folgende Emissionen im europäischen Schadstoffregister PRTR:
| Luftschadstoff                        | Emissionsmenge PRTR 2017 | Emissionsmenge PRTR 2018 | Emissionsmenge PRTR 2019 | Emissionsmenge PRTR 2020 | Emissionsmenge PRTR 2021 | Emissionsmenge PRTR 2022 |
| ------------------------------------- | ------------------------ | ------------------------ | ------------------------ | ------------------------ | ------------------------ | ------------------------ |
| Kohlenstoffdioxid (CO2)               | 4.300.000.000 kg         | 4.280.000.000 kg         | 3.700.000.000 kg         | 3.450.000.000 kg         | 3.090.000.000 kg         | 3.110.000.000 kg *       |
| Stickstoffoxide (NOx/NO2)             | 3.140.000 kg             | 2.820.000 kg             | 2.940.000 kg             | 2.680.000 kg             | 2.390.000 kg             | 1.960.000 kg             |
| Schwefeldioxide (als SOx/SO2)         | 1.670.000 kg             | 1.500.000 kg             | 513.000 kg               | 271.000 kg               | 389.000 kg               | 473.000 kg               |
| Feinstaub (PM10) 104.000 kg           | 92.600 kg                | 56.000 kg                | 51.400 kg                | 61.000 kg                |                          |                          |
| Quecksilber und Verbindungen (als Hg) | 78,8 kg                  | 62,7 kg                  | 41,1 kg                  | 25,8 kg                  | 17,8 kg                  | 16,4 kg                  |
| Nickel und Verbindungen (als Ni)      | keine Angaben            | keine Angaben            | 301 kg                   | keine Angaben            | keine Angaben            | keine Angaben            |
| Arsen und Verbindungen (als As)       | 22 kg                    | keine Angaben            | 22,7 kg                  | keine Angaben            | keine Angaben            | keine Angaben            |
| Kupfer und Verbindungen (als Cu)      | keine Angaben            | keine Angaben            | keine Angaben            | keine Angaben            | 363 kg                   | keine Angaben            |
| Chrom und Verbindungen (als Cr)       | keine Angaben            | keine Angaben            | 415 kg                   | keine Angaben            | keine Angaben            | keine Angaben            |
| Cadmium und Verbindungen (als Cd)     | 18 kg                    | 16 kg                    | keine Angaben            | keine Angaben            | keine Angaben            | keine Angaben            |

Weitere typische Schadstoffemissionen wurden nicht berichtet, da sie im PRTR erst ab einer jährlichen Mindestmenge meldepflichtig sind, z. B. Dioxine und Furane ab 0,0001 kg, Kupfer und Chrom ab 100 kg, Blei und Zink ab 200 kg, Ammoniak und Lachgas (N2O) ab 10.000 kg, flüchtige organische Verbindungen außer Methan (NMVOC) ab 100.000 kg und Kohlenmonoxid ab 500.000 kg.